# Полска плакатна школа
Полската плакатна школа (на полски: Polska szkoła plakatu) е определение, което възниква през 60-те години на XX в., отнасящо се за група полски артисти, които придобиват международна известност. Занимават се с изготвянето на плакати на политическа, социална и културна тематика. Плакатите, изработени от Полската плакатна школа, са разнообразни по стилистика. Общата им черта е тяхната лапидарност, лаконичност, ирония и новаторство при изписването на буквите. Стилът на творческия характер на творците е определян като независим и остроумен. 

## История
Интересът към полския плакат започва да расте още през 1948 г., когато Хенрик Томашевски, един от творците на тази школа, печели пет първи награди на Международната изложба на филмовия плакат във Виена. Наградени са следните плакати: Baryłeczka, Ludzie bez skrzydeł, Obywatel Kane, Niepotrzebni mogą odejść, Symfonia pastoralna. От 40-те години полският плакат е широко представян на международната публика по време на различни изложби. Течението на Полската плакатна школа се развива през годините 1953 – 1959 и е свързано с артистичната дейност на хора, проектиращи филмови плакати, а окончателно се оформя през 60-те години. 
През 1966 г. се провежда I Международно биенале на плаката – първото събитие, на световно ниво, посветено на плакатната култура. Златен медал получава Ян Леница за своя плакат за операта „Wozzeck“ на Албан Берг. Във връзка със значителните успехи на полските артисти на запад, както и с растящия интерес към полската плакатна школа, комунистическите власти на Полската народна република позволяват да бъде отворен във Виланув, първият в света, Музей на плаката.
Смята се, че полската плакатна школа процъфтява от 50-те години до средата на 60-те, а своята връхна точка достига с реализацията за Варшавската опера (т.нар. златна серия) и Драматичния театър във Варшава, както и серия циркови плакати, пропити с хумор и фантазия.
Полският плакат придобива голяма популярност през 70 и 80-те години, като бива популяризиран сред западната публика чрез културната и артистична преса. В Германия творбите на полските артисти редовно са публикувани в списания за графика и проектиране като „Neue Grafik“, „Grafis“, „Gebrauchsgrafik“. В Полша биват публикувани в изданието „Projekt“, което е посветено на артистите, които се занимават с приложно изкуство.
1989 година, наред с промяната на политическата система, донася съществена промяна и във функциите на плаката. Пазарната икономика и краят на държавната субсидия значително намалява количеството на издадените плакати и тяхната стойност – особено в сферата на филмовия плакат. В началото на 90-те години плакатът оцелява благодарение на Музея на плакатите, малка група колекционери и няколко съществуващи Галерии на плаката. С настъпването на новия век отново се забелязва интерес към плаката, който от една страна черпи от богатата традиция на полския плакат, а от друга се опира на съвременните форми на графичен дизайн.

## Влияние на Полската плакатна школа
Полската плакатна школа повлиява на много западни проектанти и графични дизайнери, които я признават за оригинален феномен и за източник на вдъхновение. Мнозина полски творци правят артистистична кариера на запад, където се занимават с проектиране на приложна графика.
През 2015 г., в статия посветена на полската кинематография в английското списание „The Guardian“, американският режисьор Мартин Скорсезе споменава за полската плакатна школа, че често създателите на филмови плакати в Полша успяват да уловят в своите работи синтеза на целия филм.

## Представители
За най-изтъкнати представители на полската плакатна школа се смятат Юзеф Мрошчак и Хенрик Томашевски. Едни от най-важните представители на полската плакатна школа са също така Тадеуш Трепковски, Ерик Липински, Роман Чешлевич, Ян Леница, Ян Млодожениец, Франчишек Старовейски, Валдемар Швежи, Валериан Боровчик, Войчех Замечник, Войчех Фангор, Юлиан Палка, Мариан Стахурски, Виктор Гурка, Рослав Шайбо, Мачей Хибнер, Тадеуш Йодловски, Мачей Урбанец, Йежи Треутлер, Лешек Холданович, Марек Мошински, Витолд Яновски, Мечислав Вашилевски и Анджей Краевски.

## Промяна в поколенията
През 70-те години дебютира нова генерация графични дизайнери, от които на най-голямо признание се радват Анджей Понговски, Рафал Олбински, Веслав Валкуски, Виктор Садовски, Йежи Чернявски, Ян Яромир Алекшюн, Еугениуш Гет-Станкевич, Ян Савка, Лех Маевски, Мечислав Гуровски, Гжегож Маршалек, Роман Калярус, Еугениуш Скорвидер, Лекс Древински, Владислав Плюта и Анджей Климовски.
За продължители днес се смятат творци като Пьотър Млодоженец, Себастиан Кубица, Ришард Кая, Михал Шитек, Моника Старович, Яцек Чвикла, Стефан Лехвар, Михал Батори, Ришард Кайзер, Лешек Жебровски, Мирослав Адамчик, Макс Берески.

## Почитане
Постоянна експозиция на представителите на полската плакатна школа е поместена в Музея на плаката във Вилянув, първият в света музей на плаката основан през 1968 г. във Варшава.

## Филми
През 2008/2009 г. възниква поредица документални филми посветени на полската плакатна школа. Всеки епизод представя един от творците на плакати. Герои в различните епизоди са Валдемар Швежи, Войчех Фангор, Франчишек Старовейски, Рослав Шайбо, Мачей Хибнер, Мечислав Вашилевски. Документалната поредица носи името Polnische Plakat Kunst. Продуцент и автор на концепцията е Роберт Лаус.
През 2010 г. възниква документалният филм за полската плакатна школа Druga strona plakatu с режисьор Марчин Латало. 
|  | Тази страница частично или изцяло представлява превод на страницата Polska szkoła plakatu в Уикипедия на полски. Оригиналният текст, както и този превод, са защитени от Лиценза „Криейтив Комънс – Признание – Споделяне на споделеното“, а за съдържание, създадено преди юни 2009 година – от Лиценза за свободна документация на ГНУ. Прегледайте историята на редакциите на оригиналната страница, както и на преводната страница, за да видите списъка на съавторите. ВАЖНО: Този шаблон се отнася единствено до авторските права върху съдържанието на статията. Добавянето му не отменя изискването да се посочват конкретни източници на твърденията, които да бъдат благонадеждни. |